# Université Alassane-Ouattara
L'université Alassane-Ouattara (UAO) est une université publique dont les deux campus sont situés dans la ville de Bouaké au quartier Ahougnansou de part et d'autre du camp pénal en Côte d'Ivoire.

## Historique
L'université Alassane-Ouattara (UAO) est issue de l'un des centres universitaires créés en 1992 par les pouvoirs publics ivoiriens dans le but de décongestionner l'université nationale de Côte d'Ivoire.
C'est par le décret no 95/975 du 20 novembre 1995 que le centre universitaire de Bouaké devient une université autonome et prend l'appellation d'université de Bouaké.
Cette université a été installée sur deux sites à savoir le campus 1 qui abrite à ce jour les UFR SJAG (Droit), SED (sciences économiques et développement), ST (Science et Technologies) et le campus 2 pour l'UFR Communication, Milieu et Société (CMS) composé de 9 départements à savoir : lettres modernes, géographie, histoire, sociologie, philosophie, communication, anglais, allemand et espagnol.
En octobre 2002, à la suite de la crise politico-militaire ivoirienne, l'université de Bouaké a été délocalisée à Abidjan, la capitale économique du pays.
Elle restera fermée pour travaux de remise à neuf pendant près de deux ans après la crise ivoirienne de 2010-2011. Elle rouvre ses portes en septembre 2012 après avoir été renommée du nom du Président en exercice Alassane Ouattara et retrouve ses différents campus de la ville de Bouaké.
En 2018, l'université comptait 20 000 étudiants, 648 enseignants-chercheurs, 24 chercheurs et 338 personnels administratifs. Elle enregistre plus de 30 000 étudiants, en 2022.

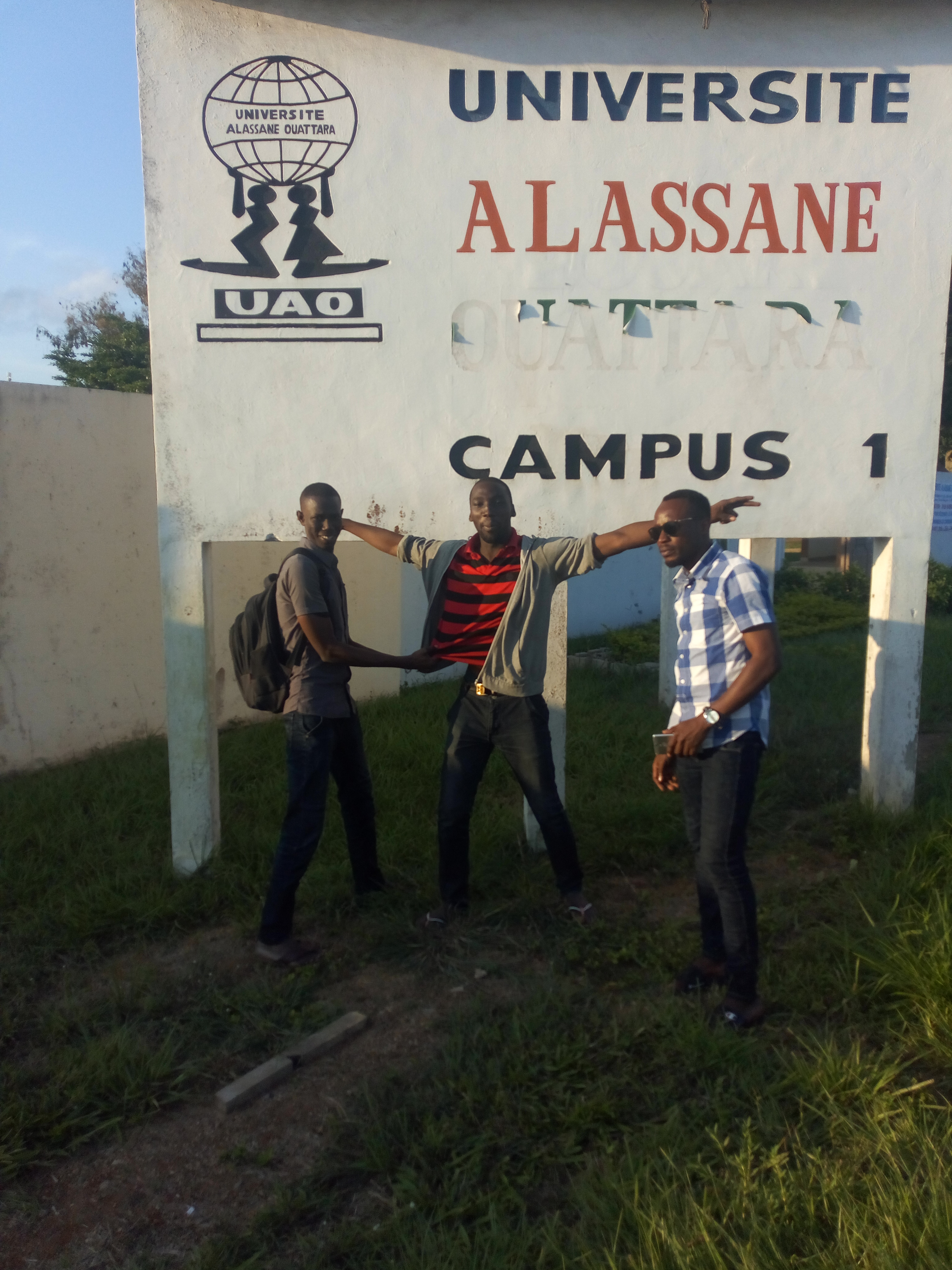
Entrée principale de l'université Alassane-Ouattara de Bouaké Campus 1

## Organisation
L'université est composée de quatre unités de formation et de recherche (UFR), de cinq centres, d'un institut et d'une unité régionale,.

### Les quatre UFR
L'UFR Communication, Milieu et Société (CMS) et composé des départements suivants : Anglais, Allemand, Espagnol, sciences du langage et de la communication, philosophie, sociologie, histoire, géographie, lettres modernes.
L'UFR Sciences Juridiques, Administratives et Gestion (SJAG) est composé des départements de droit privé et de droit public.
L'UFR Sciences Économiques et Développement (SED) est constitué des deépartements Sciences de gestion, Sciences économiques, Sciences et Techniques. Le dernier département est inauguré au cours de l'année académique 2021-2020.
L'UFR Sciences Médicales (SM) comprend le département des Sciences médicales.

### Les cinq centres
- Centre Africain d'Histoire du Droit, des Institutions et des Idées Politiques (CAHDIIP)
- Centre d'Entomologie Médicale et Vétérinaire (CEMV)
- Centre de Formation Continue (CFC)
- Centre de Recherche pour le Développement (CRD)
- Centre international de documentation en langue anglaise (AMERICAN CORNER)

### L'institut
- Institut Multipolaire d'Études, de Recherche et de Formation en Indicamétrie (IMERFI).

### L'unité régionale
- Unité Régionale d'Enseignement Supérieur de Korhogo (URES) qui est devenue, à la suite du décret no 2012-985 du 10 octobre 2012, l'université Péléforo-Gbon-Coulibaly (UPGC) de Korhogo.

## Personnalités liées à l'université de Bouaké
- François N'Guessan Kouakou - premier président de l'université de Bouaké[11], professeur titulaire de sociologie et d'anthropologie, président en exercice de l'USTCI, de l'ISTCI et du COMREFAS[12];
- Landry Komenan - deuxième président de l'université de Bouaké[13], professeur titulaire de philosophie sociale et politique, membre du conseil des gouverneurs de l'IRAO.
- Lazare Marcelin Poamé[14] - troisième président et premier président depuis la dénomination « université Alassane-Ouattara », professeur titulaire de philosophie et bioéthique, chaire UNESCO de bioéthique.
- Kouakou Koffi Yao - quatrième et actuel président de l'université Alassane-Ouattara, professeur titulaire de physiologie animale en Bioscience de l'université Félix-Houphouët-Boigny.
- Pulchérie Gbalet y a étudié.